# Darío Franco
Darío Javier Franco Gatti  (Cruz Alta, Córdoba, Argentina, 17 de enero de 1969) es un exfutbolista y entrenador argentino naturalizado mexicano. Actualmente dirige en Arsenal, equipo de la Primera Nacional.

## Trayectoria

### Como jugador
Darío Franco debutó con Newell's Old Boys, equipo argentino en 1988. 4 años después es fichado por el equipo español Real Zaragoza para después llegar a México para jugar con el Atlas de Guadalajara donde solo permanecería 2 años.
Luego de tres años con el ‘equipo de la Academia’, emigró al Morelia, donde se constituyó en un verdadero muro, el auténtico mariscal de campo en la zona defensiva michoacana y un símbolo del conjunto Monarca.
Levantó el trofeo que adjudicó al cuadro purépecha como campeón del Invierno 2000, tras vencer cardíacamente en penales al Toluca y también ha contribuido a dos subcampeonatos consecutivos de los Monarcas en el Apertura 2002 y el Clausura 2003.
Franco se incorporó por primera vez a la Selección Argentina para disputar la edición de la Copa América de 1991, a jugarse en Chile. La albiceleste venía de perder el Mundial 1990 y, después de ocho años, enfrentaba el cambio de su director técnico. El equipo argentino -con Franco como titular- se alzó con la Copa América de 1991, convirtiendo dos de los tres goles que batieron el arco de Brasil, despejando así el camino de Argentina hacia el título
En el año 2004, Darío Franco decide decir adiós al fútbol profesional, y la directiva de Monarcas Morelia como homenaje decide retirar el número 58, el número que llevara durante 6 años.

### Como director técnico
Hoy en día es director técnico, ha dirigido los clubes Monarcas Morelia, Club Deportivo Estudiantes Tecos, Atlas de Guadalajara, San Martín de San Juan. Posteriormente dirigió Instituto de Córdoba, club con el cual, estuvo a punto de ascender a la Primera División del fútbol argentino, por la Liguilla de Promoción.

#### Universidad de Chile
El 13 de diciembre de 2012 asumió la banca de la Universidad de Chile de la Primera División del fútbol chileno por una temporada, con la tarea de lograr igualar el rendimiento obtenido por Jorge Sampaoli, uno de los entrenadores más exitosos de la historia del equipo azul, que partió como entrenador a la Selección Chilena.
Debutó en un triangular amistoso frente a los equipos de Barnechea (1-0), César Vallejo (0-1) y Palestino (1-4).
Su debut oficial fue en la Copa Chile en cuartos de final frente a Unión Temuco, ganando 3-0 y 2-0 respectivamente,
Su debut internacional fue frente a Deportivo Lara por la Copa Libertadores 2013 ganando por 2-0 con 2 goles de Ubilla, sin embargo acabó eliminada en primera fase, cosa que no ocurría hace 12 años. Fue particularmente cuestionada su decisión de jugar el último partido de esa primera fase con suplentes, pese a tener opciones matemáticas de clasificar, de hecho fue eliminado por diferencia de goles.
Darío Franco tuvo peleando a la U hasta la penúltima fecha el campeonato, sin embargo al perder 3-0 con Católica pierden todas las opciones del título, finalmente terminan en el quinto lugar.
Sin embargo ganan la Copa Chile tras vencer 2-1 a Universidad Católica en cerrada definición y con el gol del triunfo al último minuto.
El vínculo de Darío Franco con Universidad de Chile terminó de forma extraña, tal como fue todo su paso por el club, que oficialmente terminó el 11 de julio de 2013, cuando en 46 segundos, el DT confirmó su partida. No hubo opción de preguntas ni tampoco el entrenador dio explicaciones del incidente de indisciplina que el plantel protagonizó en Temuco. Terminó estas breves palabras, se paró y se fue:

Vengo a comunicarles que el cuerpo técnico está despedido. Solamente informar esto. Agradecerle a todos ustedes (periodistas), agradecerle públicamente a los hinchas por el apoyo. Entiendo su molestia, pero lamentablemente no se pudo. Agradecer a la dirigencia que confió en nosotros, a todos los jugadores por el compromiso que asumieron con nosotros y nada más. Gracias.
 Conferencia de prensa, 11 de julio del 2013

## Clubes

### Como jugador
| Club              | País      | Año       |
| ----------------- | --------- | --------- |
| Newell's Old Boys | Argentina | 1988–1991 |
| Real Zaragoza     | España    | 1991–1995 |
| Atlas             | México    | 1995–1997 |
| Monarcas Morelia  | México    | 1997–2004 |

### Como entrenador
| Club                 | País      | Año           |
| -------------------- | --------- | ------------- |
| Morelia              | México    | 2006          |
| Estudiantes Tecos    | México    | 2006–2007     |
| Atlas                | México    | 2008–2009     |
| San Martín (SJ)      | Argentina | 2010–2011     |
| Instituto            | Argentina | 2011–2012     |
| Universidad de Chile | Chile     | 2013          |
| Aldosivi             | Argentina | 2014          |
| Defensa y Justicia   | Argentina | 2015          |
| Colón                | Argentina | 2015–2016     |
| Aldosivi             | Argentina | 2016–2017     |
| Instituto            | Argentina | 2017–2018     |
| San Luis             | Chile     | 2019          |
| Olmedo               | Ecuador   | 2020          |
| Gimnasia (J)         | Argentina | 2022-2023     |
| Deportivo Binacional | Perú      | 2023          |
| Almirante Brown      | Argentina | 2023          |
| Quilmes              | Argentina | 2024          |
| Arsenal              | Argentina | 2025-presente |

## Estadísticas

### Como jugador
| Club                        | Div.          | Temporada     | Liga         | Liga         | Copa Internacional | Copa Internacional | Total | Total |
| Club                        | Div.          | Temporada     | Part.        | Goles        | Part.              | Goles              | Part. | Goles |
| --------------------------- | ------------- | ------------- | ------------ | ------------ | ------------------ | ------------------ | ----- | ----- |
| Newell's Old Boys Argentina |               |               |              |              |                    |                    |       |       |
| 1.ª                         |               |               |              |              |                    |                    |       |       |
| 1988-89                     | 22            | 3             | 6            | 0            | 28                 | 3                  |       |       |
| 1989-90                     | 37            | 0             | Inexistentes | Inexistentes | 37                 | 0                  |       |       |
| 1990-91                     | 38            | 1             | Inexistentes | Inexistentes | 38                 | 1                  |       |       |
| Total club                  | Total club    | 100           | 4            | 6            | 0                  | 106                | 4     |       |
| Real Zaragoza · España      |               |               |              |              |                    |                    |       |       |
| 1.ª                         | 1991-92       | 36            | 3            | Inexistentes | Inexistentes       | 36                 | 3     |       |
| 1.ª                         | 1992-93       | 29            | 1            | 0            | 0                  | 29                 | 1     |       |
| 1.ª                         | 1993-94       | 11            | 2            | Inexistentes | Inexistentes       | 11                 | 2     |       |
| 1.ª                         | 1994-95       | 15            | 1            | 0            | 0                  | 15                 | 1     |       |
| Total club                  | Total club    | 91            | 7            | 0            | 0                  | 91                 | 7     |       |
| Atlas Guadalajara · México  |               |               |              |              |                    |                    |       |       |
| 1.ª                         | 1995-96       | 32            | 4            | Inexistentes | Inexistentes       | 32                 | 4     |       |
| 1.ª                         | 1996-97       | 29            | 5            | Inexistentes | Inexistentes       | 29                 | 5     |       |
| 1.ª                         | 1997-98       | 17            | 2            | Inexistentes | Inexistentes       | 17                 | 2     |       |
| Total club                  | Total club    | 78            | 11           | 0            | 0                  | 78                 | 11    |       |
| Monarcas Morelia · México   |               |               |              |              |                    |                    |       |       |
| 1.ª                         | 1997-98       | 16            | 3            | Inexistentes | Inexistentes       | 16                 | 3     |       |
| 1.ª                         | 1998-99       | 31            | 1            | Inexistentes | Inexistentes       | 31                 | 1     |       |
| 1.ª                         | 1999-00       | 27            | 1            | Inexistentes | Inexistentes       | 27                 | 1     |       |
| 1.ª                         | 2000-01       | 34            | 5            | Inexistentes | Inexistentes       | 34                 | 5     |       |
| 1.ª                         | 2001-02       | 33            | 3            | 8            | 1                  | 41                 | 4     |       |
| 1.ª                         | 2002-03       | 36            | 4            | 0            | 0                  | 36                 | 4     |       |
| 1.ª                         | 2003-04       | 32            | 1            | Inexistentes | Inexistentes       | 32                 | 1     |       |
| Total club                  | Total club    | 209           | 18           | 8            | 1                  | 217                | 19    |       |
| Total carrera               | Total carrera | Total carrera | 478          | 40           | 14                 | 1                  | 492   | 41    |

### Selección
| Selección Argentina | Selección Argentina | Selección Argentina |
| Año                 | Partidos            | Goles               |
| ------------------- | ------------------- | ------------------- |
| 1991                | 13                  | 6                   |
| 1992                | 3                   | 0                   |
| 1993                | 3                   | 0                   |
| 1994                | 3                   | 0                   |
| Total               | 22                  | 6                   |

### Como entrenador
Actualizado el 17 de agosto de 2025
| Equipo                            | Torneo                   | Estadísticas | Estadísticas | Estadísticas | Estadísticas | Estadísticas | Estadísticas | Estadísticas | Estadísticas | Estadísticas |
| Equipo                            | Torneo                   | PJ           | G            | E            | P            | GF           | GC           | DG           | Efectividad  |              |
| --------------------------------- | ------------------------ | ------------ | ------------ | ------------ | ------------ | ------------ | ------------ | ------------ | ------------ | ------------ |
| Monarcas Morelia · México         | 2005/06                  | 15           | 6            | 6            | 3            | 21           | 18           | +3           | 53.33%       |              |
| Monarcas Morelia · México         | Total                    | 15           | 6            | 6            | 3            | 21           | 18           | +3           | 53.33%       |              |
| Estudiantes Tecos · México        | 2006/07                  | 22           | 7            | 8            | 7            | 33           | 30           | +3           | 43.94%       |              |
| Estudiantes Tecos · México        | Total                    | 22           | 7            | 8            | 7            | 33           | 30           | +3           | 43.94%       |              |
| Atlas · México                    | 2008                     | 10           | 5            | 2            | 3            | 13           | 13           | 0            | 56.67%       |              |
| Atlas · México                    | 2009                     | 17           | 5            | 6            | 6            | 22           | 29           | -7           | 41.18%       |              |
| Atlas · México                    | Total                    | 27           | 10           | 8            | 9            | 35           | 42           | -7           | 46.91%       |              |
| San Martín (SJ) Argentina         | B Nacional 2010/11       | 24           | 10           | 6            | 8            | 32           | 24           | +8           | 50%          |              |
| San Martín (SJ) Argentina         | Total                    | 24           | 10           | 6            | 8            | 32           | 24           | +8           | 50%          |              |
| Instituto Argentina               | B Nacional 2011/12       | 38           | 19           | 13           | 6            | 56           | 28           | +28          | 61.4%        |              |
| Instituto Argentina               | Copa Argentina 2011/12   | 1            | 0            | 0            | 1            | 1            | 4            | -3           | 0%           |              |
| Instituto Argentina               | Promoción 2012           | 2            | 0            | 1            | 1            | 1            | 3            | -2           | 16.67%       |              |
| Instituto Argentina               | B Nacional 2012/13       | 14           | 3            | 4            | 7            | 14           | 18           | -4           | 30.95%       |              |
| Instituto Argentina               | Total                    | 55           | 22           | 18           | 15           | 72           | 53           | +19          | 50.91%       |              |
| Universidad de Chile · Chile      | Transición 2013          | 17           | 9            | 3            | 5            | 37           | 29           | +8           | 58.82%       |              |
| Universidad de Chile · Chile      | Copa Chile 2012-13       | 5            | 3            | 2            | 0            | 7            | 1            | +6           | 73.33%       |              |
| Universidad de Chile · Chile      | Supercopa de Chile 2013  | 1            | 0            | 0            | 1            | 0            | 2            | -2           | 0%           |              |
| Universidad de Chile · Chile      | Copa Libertadores 2013   | 6            | 3            | 0            | 3            | 7            | 9            | -2           | 50%          |              |
| Universidad de Chile · Chile      | Total                    | 29           | 15           | 5            | 9            | 51           | 41           | +10          | 57.47%       |              |
| Aldosivi Argentina                | B Nacional 2013/14       | 32           | 11           | 12           | 9            | 34           | 32           | +2           | 46.88%       |              |
| Aldosivi Argentina                | Copa Argentina 2013/14   | 2            | 1            | 0            | 1            | 2            | 4            | -2           | 50%          |              |
| Aldosivi Argentina                | Primera División 2016/17 | 5            | 1            | 3            | 1            | 3            | 2            | +1           | 40%          |              |
| Aldosivi Argentina                | Total                    | 39           | 13           | 15           | 11           | 39           | 38           | +1           | 46.15%       |              |
| Defensa y Justicia Argentina      | Primera División 2014    | 19           | 5            | 5            | 9            | 19           | 30           | -11          | 35.09%       |              |
| Defensa y Justicia Argentina      | Copa Argentina 2013/14   | 3            | 1            | 1            | 1            | 5            | 5            | 0            | 44.44%       |              |
| Defensa y Justicia Argentina      | Primera División 2015    | 10           | 2            | 4            | 4            | 8            | 10           | -2           | 33.33%       |              |
| Defensa y Justicia Argentina      | Copa Argentina 2014/15   | 1            | 1            | 0            | 0            | 3            | 0            | +3           | 100%         |              |
| Defensa y Justicia Argentina      | Total                    | 33           | 9            | 10           | 14           | 35           | 45           | -10          | 38.54%       |              |
| Colón Argentina                   | Primera División 2015    | 15           | 4            | 5            | 6            | 12           | 13           | -1           | 37.78%       |              |
| Colón Argentina                   | Liguilla                 | 3            | 1            | 1            | 1            | 5            | 3            | +2           | 44.44%       |              |
| Colón Argentina                   | Primera División 2016    | 11           | 4            | 2            | 5            | 18           | 22           | -4           | 42.42%       |              |
| Colón Argentina                   | Total                    | 29           | 9            | 8            | 12           | 35           | 38           | -3           | 40.23%       |              |
| Aldosivi Argentina                | Primera División 2016-17 | 15           | 3            | 5            | 7            | 8            | 18           | -10          | 31.11%       |              |
| Aldosivi Argentina                | Total                    | 15           | 3            | 5            | 7            | 8            | 18           | -10          | 31.11%       |              |
| Total en Aldosivi                 | Total en Aldosivi        | 54           | 16           | 20           | 18           | 47           | 56           | -9           | 41.98%       |              |
| Instituto Argentina               | B Nacional 2017-18       | 17           | 8            | 5            | 4            | 17           | 13           | +4           | 56.86%       |              |
| Instituto Argentina               | B Nacional 2018-19       | 11           | 4            | 1            | 6            | 12           | 17           | -5           | 39.39%       |              |
| Instituto Argentina               | Total                    | 28           | 12           | 6            | 10           | 29           | 30           | -1           | 50%          |              |
| Total en Instituto                | Total en Instituto       | 83           | 34           | 24           | 25           | 101          | 83           | +18          | 50.6%        |              |
| San Luis · Chile                  | Primera B 2019           | 8            | 2            | 2            | 4            | 8            | 15           | -7           | 33.33%       |              |
| San Luis · Chile                  | Total                    | 8            | 2            | 2            | 4            | 8            | 15           | -7           | 33.33%       |              |
| Centro Deportivo Olmedo · Ecuador | Serie A 2020             | 4            | 1            | 1            | 2            | 5            | 9            | -4           | 33.33%       |              |
| Centro Deportivo Olmedo · Ecuador | Total                    | 4            | 1            | 1            | 2            | 5            | 9            | -4           | 33.33%       |              |
| Gimnasia y Esgrima (J) Argentina  | Primera Nacional 2022    | 25           | 9            | 6            | 10           | 29           | 34           | -5           | 44%          |              |
| Gimnasia y Esgrima (J) Argentina  | Copa Argentina 2022      | 2            | 1            | 0            | 1            | 1            | 2            | -1           | 50%          |              |
| Gimnasia y Esgrima (J) Argentina  | Primera Nacional 2023    | 4            | 0            | 3            | 1            | 4            | 5            | -1           | 25%          |              |
| Gimnasia y Esgrima (J) Argentina  | Total                    | 31           | 10           | 9            | 12           | 34           | 41           | -7           | 41.94%       |              |
| Deportivo Binacional · Perú       | Liga 1 2023 (Perú)       | 7            | 3            | 2            | 2            | 13           | 10           | +3           | 52,38%       |              |
| Deportivo Binacional · Perú       | Total                    | 7            | 3            | 2            | 2            | 13           | 10           | +3           | 52,38%       |              |
| Almirante Brown Argentina         | Primera Nacional 2023    | 19           | 8            | 4            | 7            | 15           | 17           | -2           | 49.12%       |              |
| Almirante Brown Argentina         | Total                    | 19           | 8            | 4            | 7            | 15           | 17           | -2           | 49.12%       |              |
| Quilmes' Argentina                | Primera Nacional 2024    | 21           | 8            | 7            | 6            | 21           | 17           | +4           | 49.21%       |              |
| Quilmes' Argentina                | Copa Argentina 2024      | 1            | 0            | 0            | 1            | 1            | 3            | -2           | 0%           |              |
| Quilmes' Argentina                | Total                    | 22           | 8            | 7            | 7            | 22           | 20           | +2           | 46.97%       |              |
| Arsenal' Argentina                | Primera Nacional 2025    | 17           | 5            | 3            | 9            | 20           | 26           | -6           | 35.29%       |              |
| Arsenal' Argentina                | Total                    | 17           | 5            | 3            | 9            | 20           | 26           | -6           | 35.29%       |              |
| Total en sus equipos              | Total en sus equipos     | 424          | 153          | 123          | 148          | 507          | 515          | -8           | 45.68%       |              |

## Palmarés

### Como jugador

#### Campeonatos nacionales
| Título                     | Club              | País      | Año  |
| -------------------------- | ----------------- | --------- | ---- |
| Primera División           | Newell's Old Boys | Argentina | 1991 |
| Copa del Rey               | Real Zaragoza     | España    | 1994 |
| Primera División de México | Monarcas Morelia  | México    | 2000 |

#### Copas internacionales
| Título               | Club (*)               | País      | Año  |
| -------------------- | ---------------------- | --------- | ---- |
| Recopa de Europa     | Real Zaragoza          | España    | 1995 |
| Copa América         | Selección de Argentina | Chile     | 1991 |
| Copa América         | Selección de Argentina | Ecuador   | 1993 |
| Copa Artemio Franchi | Selección de Argentina | Argentina | 1993 |

(*) Incluyendo la selección.

### Como entrenador

#### Campeonatos nacionales
| Título     | Club                 | País  | Año     |
| ---------- | -------------------- | ----- | ------- |
| Copa Chile | Universidad de Chile | Chile | 2012-13 |